# Achi Brandt
Pour les articles homonymes, voir Brandt.
Achiezer Brandt (en hébreu : אחי ברנד ; né en 1938 à Guivat-Brener, aujourd'hui en Israël) est un mathématicien israélien, remarqué pour ses contributions innovatrices dans les méthodes multigrilles (en).

## Formation
Achi Brandt a obtenu son doctorat à l'Institut scientifique Weizmann en 1965, sous la supervision de Joseph Gillis (en), avec une thèse sur les méthodes numériques en hydrodynamique et en magnétohydrodynamique, intitulée « Solutions Of Equations In Hydrodynamics and Magnetohydrodynamics ». Il est membre du corps professoral de l'Institut Weizmann, et a enseigné dans plusieurs universités aux États-unis, dont le Courant Institute of Mathematical Sciences et l'université Stanford.
Il est le scientifique en chef et cofondateur (avec Lior Delgo, Eitan Sharon, et Shai Deljo) de VideoSurf, une startup dans la technologie de la recherche par vidéo, soutenue par Al Gore. Microsoft Corp a acheté la société en 2011.
Son principal objectif est de « résoudre les équations de la nature. Dans la plupart des branches de la physique, de la chimie et de l'ingénierie, les lois fondamentales du système étudié sont bien établies, étant donné les relations qui existent toujours entre ses parties microscopiques. Pourtant, déduire de ces lois le comportement macroscopique du système dans des conditions données est habituellement une tâche calculatoire formidable, même avec des superordinateurs modernes. L'inefficience inhérente des méthodes de calcul existantes est le principal point faible dans de nombreux domaines d'étude. Elle limite les scientifiques dans les calculs théoriques, par exemple, de la masse du photon et d'autres propriétés des particules élémentaires. Elle met en échec les tentatives pour calculer la structure et les interactions des composés chimiques, nécessaires pour comprendre et fabriquer des matériaux, des protéines, des médicaments, etc. Cette inefficience limite également des calculs en mécanique des fluides, l'imagerie médicale, l'analyse radar, l'astrophysique, les prévisions météorologiques, la prospection pétrolière, la théorie de la lubrification, l'acoustique, le traitement des images, et ainsi de suite. De nouvelles méthodes mathématiques pour éliminer cette inefficience et réduire drastiquement la complexité de toutes ces tâches de calcul sont en train d'être développées, sur la base d'approches hiérarchiques de l'organisation de l'espace et du temps. ».

## Récompenses
Il est le récipiendaire du Prix Landau en mathématiques en 1978, et en 1990 du prix Rothschild en mathématiques décerné par la fondation Yad Hanadiv. 
En 2005, il a remporté le Prix SIAM/ACM en sciences informatiques et en ingénierie pour « ses méthodes multi-niveaux modernes pionnières, depuis les solveurs multigrilles pour les équations aux dérivées partielles jusqu'à des techniques multi-échelles pour la physique statistique, et pour avoir eu une influence sur presque tous les aspects contemporains de la science du calcul et de l'ingénierie ».

## Publications
- Cost-sharing in health care : proceedings.
- Gridpack toward unification of general grid programming.
- (de)Moderne neurologisch-psychiatrische Therapie : ausgewählte Vorträge aus dem Fortbildungslehrgang vom 28. Oktober bis 2. November 1957.
- Multigrid techniques 1984 guide with applications to fluid dynamics ; [cette éd. du guide a été préparée à partir de notes de conférences pour le Computational Fluid Dynamics Lecture Ser. à l'Inst. von Karman de Mécanique des Fluides, Rhode- Saint Genèse, Belgique, du 26 au 30 mars 1984].
- Multiscale computational methods in chemistry and physics, 2000.
- Nonlinear dynamics of ocean waves : proceedings of the symposium : the Johns Hopkins University, Applied Physics Laboratory, 30-31 May 1991.
- (de)Über die Entwicklung der Moore im Küstengebiet von Syd-Pohjanmaaa am Bottnischen Meerbusen.